# マンフィーのふしぎな冒険
マンフィーのふしぎな冒険（Magic Adventures of Mumfie）は、キャサリン・トーザーの絵本を原作に、1994年から1998年にかけて製作されたイギリスの子供向けテレビ番組。きかんしゃトーマスのプロデューサーであるブリット・オールクロフトによって制作され、ジョン・ローレンス・コリンズが監督を務めた。全79話。日本ではNHK教育で1994年に「母と子のテレビタイム・日曜版」の枠で放送。

## 登場キャラクター
- マンフィー - 津賀有子
- かかし - 富山敬
- ピンキー - 丹下桜
- 黒猫 - 三田ゆう子
- 夜の大臣 - 佐藤正治
- くじら - 佐々木㐮
- ピンキーの母 - 山本圭子
- ナポレオン - 永井一郎
- 夜の女王 - 土井美加
- 提督 - 石塚運昇
- ブリストル - ?
- 提督夫人 - 山本圭子
- 電気うなぎ - 富沢美智恵
- 船長 - 佐藤正治
- ナスティ - 八奈見乗児
- 灯台守 - 岸野幸正
- 海賊A - 江川央生
- 海賊B - 増谷康紀
- 電気うなぎA - 鈴木麻里子
- 電気うなぎB - 大本眞基子
- ブタ - 米本千珠
- ことり - 三田ゆう子
- ナレーター - 潘恵子

## 挿入歌
- 「マンフィーのテーマ」歌 : 森の木児童合唱団
- 「大きな世界」歌 : 岡崎裕美
- 「はじめの一歩」歌 : 岡崎裕美、富山敬
- 「はじめの一歩（リプライズ）」歌 : 岡崎裕美、富山敬
- 「くじらのうた」歌 : 佐々木㐮、大木理沙
- 「口笛、歌、ダンス」歌 : 岡崎裕美
- 「時間の無駄さ」歌 : 永井一郎
- 「楽しいスケート」歌 : 岡崎裕美、永井一郎
- 「自由！空気のように」歌 : 岡崎裕美
- 「海の底で」歌 : 山本圭子
- 「眠りの海」歌 : 伊東恵理
- 「海賊の歌」歌 : 杉江秀、鹿野由之
- 「電気うなぎの魅力」歌 : 富沢美智恵
- 「ともだち」歌 : 岡崎裕美
- 「追跡」歌 : 杉江秀、鹿野由之、岡崎裕美、富山敬、石塚運昇
- 「自由！空気のように（リプライズ）」歌 : 永井一郎、丹下桜
- 「心の草原」歌 : 岡崎裕美
- 「幸せは君の手の中に」歌 : 岡崎裕美、富山敬

## 日本語版制作スタッフ
- 脚本 : 片岡輝
- 調整 : 蝦名恭範、滝沢おさむ
- スタジオ : ケイエスエス
- 音響制作 : 青二企画、黒田洋、長谷川正紀
- 演出 : 明田川進
- プロデューサー : 小暮一雄（ForteMusic E.）、吉田浩子
- エグゼクティブプロデューサー : 木村英俊

## その他のメディア

### ビデオゲーム
- RX120 マンフィーのふしぎなぼうけん (ピクノ)